# Vico Morcote
Vico Morcote je obec na jihu Švýcarska v kantonu Ticino, okrese Lugano. Žije zde přibližně 400 obyvatel. Nachází se na břehu Luganského jezera, asi 8 kilometrů jižně od Lugana.

## Geografie

Centrum obce na leteckém snímku z roku 1919

Obec leží v nadmořské výšce 424 metrů na jihovýchodním svahu hory Monte Arbostora asi 150 metrů nad Luganským jezerem, na druhém břehu naproti obci Brusino Arsizio. O něco severovýchodněji, rovněž mírně nad břehem jezera, se nachází vesnice Olivella, zatímco vesnice Colombaio leží přímo u jezera na hranici obce s Melide.
Sousedními obcemi jsou Lugano a Melide na severu, Brusino Arsizio na východě a Morcote na jihu a západě.

## Historie
Vesnice byla poprvé zmíněna v roce 1022 pod jménem Vico Morcao, patřila spolu s Carabiettou ke koncilu Morcote a tvořila jednu z privilegovaných nebo zvláštních komunit s Morcote. Současný název je poprvé zmíněn roku 1416.
Církevně byly obě obce spojeny do roku 1582/83, politicky do roku 1588. Farní kostel S. Fedele e Simone byl postaven v letech 1591–1625 a zahrnoval zbytky kostela z 11. století, který byl v letech 1966–1974 restaurován. Vedle vinařství, které se pěstovalo již od středověku, měl význam i chov bource morušového a následné zpracování hedvábí. V paláci, který vznikl v roce 1875 přestavbou předchozí budovy z doby před 16. stoletím, snad bývalého kláštera, sídlí evropské sídlo Jihokalifornského institutu architektury. V roce 1971 založil Brit Peter Smithers, bývalý generální tajemník Rady Evropy, který v obci žil, ve své vile botanickou zahradu. Díky své panoramatické poloze je Vico Morcote na počátku 21. století především rezidenční a turistickou obcí s mnoha rekreačními byty. I díky tomu počet obyvatel v posledních desetiletích výrazně vzrostl.

## Obyvatelstvo
| Rok            | 1591 | 1801 | 1850 | 1900 | 1950 | 1970 | 1980 | 1990 | 2000 | 2005 | 2010 | 2020 |
| Počet obyvatel | 120  | 131  | 179  | 166  | 188  | 221  | 224  | 218  | 250  | 315  | 357  | 422  |

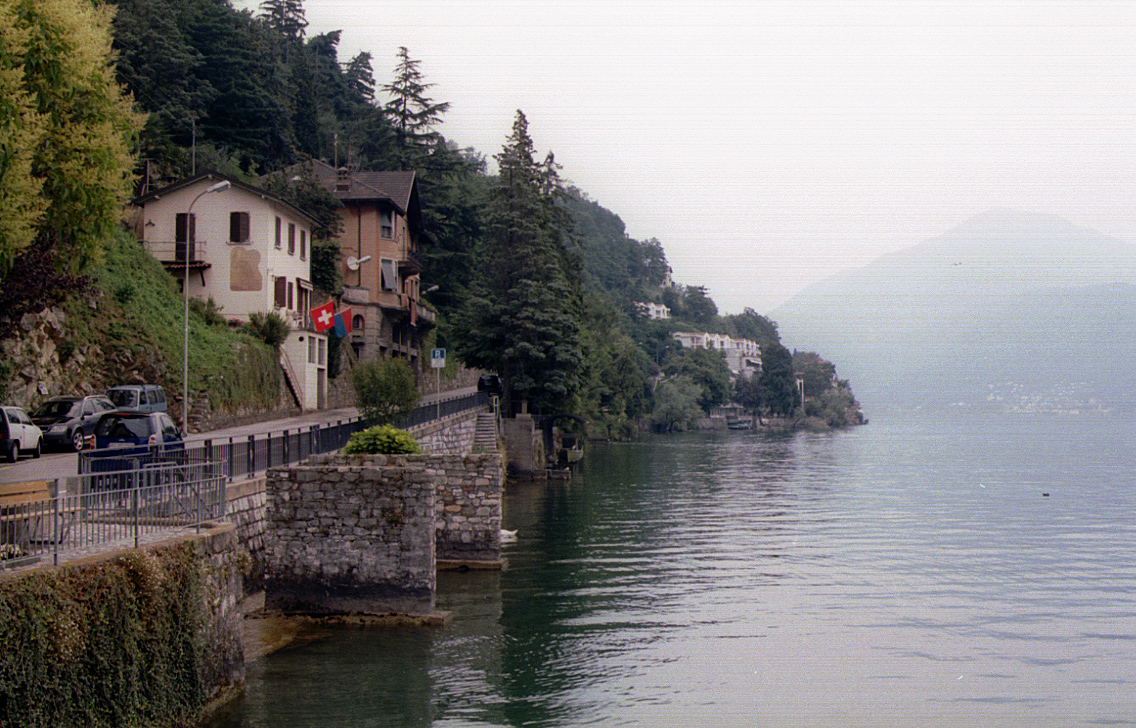
Domy na břehu Luganského jezera

Obec se nachází v jižní části kantonu Ticino, která je jednou z italsky mluvících oblastí Švýcarska. Převážná většina obyvatel obce tak hovoří italsky.

## Doprava
Vico Morcote je obsluhováno vedlejšími silnicemi, které spojují obec s Caronou, Melidem a Morcote. 
Na území obce se nenachází žádné železniční tratě. Nejbližší železniční zastávka na Gotthardské dráze se nachází v Melide. Letiště Lugano-Agno leží asi 8 km severozápadně.

## Osobnosti
- Peter Smithers (1913–2006), britský politik a v letech 1964–1969 generální tajemník Rady Evropy, v obci žil a zemřel